# Мегді Сабзалі
Мегді Сабзалі (перс. مهدی سبزعلی; нар. 20 лютого 1974) — іранський борець греко-римського стилю, бронзовий призер чемпіонату Азії, чемпіон Азійських ігор.

## Життєпис
Боротьбою почав займатися з 1992 року.
Виступав за борцівський клуб «Бобак Рай». Тренер — Зааре.

## Спортивні результати на міжнародних змаганнях

### Виступи на Чемпіонатах світу
| Змагання                        | Збірна | Вагова категорія                  | Місце |
| ------------------------------- | ------ | --------------------------------- | ----- |
| Чемпіонат світу з боротьби 1998 | Іран   | греко-римська боротьба, до 130 кг | 10    |

### Виступи на Чемпіонатах Азії
| Змагання                       | Збірна | Вагова категорія                  | Місце  |
| ------------------------------ | ------ | --------------------------------- | ------ |
| Чемпіонат Азії з боротьби 1997 | Іран   | греко-римська боротьба, до 125 кг | Бронза |

### Виступи на Азійських іграх
| Змагання           | Збірна | Вагова категорія                  | Місце  |
| ------------------ | ------ | --------------------------------- | ------ |
| Азійські ігри 1998 | Іран   | греко-римська боротьба, до 130 кг | Золото |

### Виступи на Кубках світу
| Змагання                    | Збірна | Вагова категорія                  | Місце |
| --------------------------- | ------ | --------------------------------- | ----- |
| Кубок світу з боротьби 1997 | Іран   | греко-римська боротьба, до 130 кг | 4     |

### Виступи на інших змаганнях
| Змагання                             | Збірна | Вагова категорія                  | Місце  |
| ------------------------------------ | ------ | --------------------------------- | ------ |
| Кубок Азії і Океанії з боротьби 1997 | Іран   | греко-римська боротьба, до 130 кг | Золото |

### Виступи на змаганнях молодших вікових груп
| Змагання                                     | Збірна | Вагова категорія                  | Місце |
| -------------------------------------------- | ------ | --------------------------------- | ----- |
| Чемпіонат світу з боротьби серед молоді 1995 | Іран   | греко-римська боротьба, до 130 кг | 13    |